# Primăverii

Primăverii pe harta Bucureştiului

Primăverii este un cartier situat în sectorul 1 al Bucureștiului.